# Wilmer Cabrera
Wilmer Cabrera (Cartagena, 15 september 1967) is een voormalig profvoetballer uit Colombia. Hij speelde als verdediger gedurende zijn carrière.

## Clubcarrière
Cabrera begon zijn carrière bij Independiente Santa Fe en ging in 1990 naar América de Cali. Vanaf 1997 trok de verdediger naar het buitenland en speelde hij onder meer in Argentinië en Costa Rica. Hij beëindigde zijn loopbaan in 2005 bij het Amerikaanse Long Island Rough Riders.

## Interlandcarrière
Cabrera speelde 48 officiële interlands voor Colombia in de periode 1989-1998, en scoorde drie keer voor de nationale ploeg. Hij maakte zijn debuut in de Copa América-wedstrijd tegen Brazilië (0-0) op 7 juli 1989. Hij viel in dat duel na tachtig minuten in voor Arnoldo Iguarán.
Cabrera nam met Colombia onder meer deel aan het WK voetbal 1990 en het WK voetbal 1998. Ook deed hij mee aan vier edities van de Copa América: 1989, 1991, 1995 en 1997. Hij speelde zijn laatste interland op 26 juni 1998 tegen Engeland (0-2) tijdens de WK-eindronde in Frankrijk.
| Interlanddoelpunten | Interlanddoelpunten | Interlanddoelpunten | Interlanddoelpunten   | Interlanddoelpunten | Interlanddoelpunten | Interlanddoelpunten | Interlanddoelpunten |
| #                   | Datum               | Locatie             | Wedstrijd             | Goal(s)             | Score               | Uitslag             | Wedstrijd           |
| ------------------- | ------------------- | ------------------- | --------------------- | ------------------- | ------------------- | ------------------- | ------------------- |
| 1                   | 22/03/1995          | Medellín            | Colombia – Uruguay    | 20'                 | 1 – 0               | 2 – 1               | Oefeninterland      |
| 2                   | 16/06/1997          | Santa Cruz          | Colombia – Costa Rica | 61' (pen)           | 3 – 0               | 4 – 1               | Copa América        |
| 3                   | 10/09/1997          | Barranquilla        | Colombia – Venezuela  | 67'                 | 1 – 0               | 1 – 0               | WK-kwalificatie     |

## Trainerscarrière
Na zijn actieve loopbaan stapte Cabrera het trainersvak in. Op 25 oktober 2007 werd hij aangesteld als hoofdcoach van de Amerikaanse jeugdselectie tot zeventien jaar.

## Erelijst
Independiente Santa Fe
- Copa Colombia

1989
 América de Cali
- Copa Mustang

1990, 1992, 1997